# 远程无线电通信科学技术研究院
远程无线电通信科学技术研究院(俄语：Научно-исследовательский институт дальней радиосвязи，缩写为NIIDAR)是俄罗斯一家雷达科研制造企业。

## 历史
1916年作为一家汽车修理厂创立，修理第一次世界大战中受损汽车。1939年改称“以格里戈里·康斯坦丁诺维奇·奥尔忠尼启则命名的第37号工厂” 。在三、四十年代，该厂生产了大量轻型坦克，型号有T-37A、T-38、T-40、T-60。1949年至1959年生产了大量雷达。
1953年8月20日，美国首次发射红石中程弹道导弹，计划部署在西欧国家。同时美国还在研制射程8000公里的第一种大力神洲际弹道导弹并宣布预先订货。1953年8月，总参谋长索科洛夫斯基元帅、国防部第一副部长朱可夫元帅、国防部副部长华西列夫斯基元帅、苏联炮兵司令涅杰林炮兵元帅、蘇聯陸軍总司令科涅夫元帅、苏联国土防空军总司令韦尔希宁空军元帅、苏联国土防空军第一副总司令雅科夫列夫炮兵元帅联名致信苏共中央主席团，充分评估了苏联面对的美国战略核导弹威胁，建议着手研制反导防御系统：“敌人很快会拥有远程弹道导弹，后者可作为向我国重要战略目标投送核弹药的主要运载工具。但我们现有的和正在研制的防空兵器不能对付弹道导弹。我们请求责成工业部开始进行反弹道导弹武器的研制工作。”1953年10月，苏联部长会议签发了《关于研制反导防御系统可能性的指示》。1953年12月苏联部长会议发布《关于研发与远程导弹做斗争的方法的指示》，责成第1设计局和苏联科学院无线电技术试验室研究具体方案，苏联开始了反导防御系统的研制工作。1958年，37号工厂生产新型“多瑙河－2”雷达。В·П·索苏里尼科夫技术博士对雷达设计方案进行了修改。1961年3月4日，“多瑙河－2”探测雷达预警与制导下，苏联导弹防御系统成功地进行了世界上首次拦截弹道导弹的反导实弹射击试验，击落了超过3000公里时速飞行的R-12弹道导弹的头部。1961年夏，赫鲁晓夫在联合国大会上宣布苏联研制出了能够命中“苍蝇眼睛”的武器。后来，远程无线电通信科学研究院对“多瑙河－2”探测雷达进行了技术改进，于六、七十年代相继开发了“多瑙河－3M”和“多瑙河－3У”型远程探测雷达，成为了莫斯科导弹防御系统的重要成员。
1960年5月，根据苏联部长会议的决议，以第37号工厂为基础组建了第37科学研究所，后来又相继更名为“无线电技术科学研究所”、“远程无线电通信科学技术研究所”、“远程无线电通信科学技术研究所”无限股份公司，主要负责研发无线电远程探测设备。

## Products
NIIDAR主要设计制造E/F波段（2至4 GHz）地基引导雷达。
| 雷达型号                 | 北约命名        | 北约波段 | 设计年份 | 注释                                                |
| ------------------------ | --------------- | -------- | -------- | --------------------------------------------------- |
| P-20 潜望镜              |                 | E/F      | 1949     |                                                     |
| P-50 天文台              |                 | E/F      | 1949     | P-20的固定基站型号                                  |
| P-30                     | 大网眼 BIG MESH | E/F      | 1955     |                                                     |
| P-30M                    |                 |          | 1959     |                                                     |
| P-35 土星                | 条锁 BAR LOCK   | E/F      | 1958     |                                                     |
| P-35M                    | 条锁 BAR LOCK   | E/F      | 1961     | P-35改进天线布局                                    |
| Sword-35                 | 条锁 BAR LOCK   | E/F      | 1971     | 更快扫描，改进天线布局，极化滤波, 脉冲持续/频率调制 |
| Podsolnukh-E             |                 | VHF      | 2000     | 面波雷达                                            |
| 29B6 Konteyner           |                 | VHF      | 2000     | 双基站雷达                                          |
| Vitim                    |                 | VHF      |          | 双基站雷达                                          |
| 29B6“集装箱”超地平线雷达 |                 | HF       |          | 超远程警戒雷达                                      |